# 烽火电子
陕西烽火电子股份有限公司 （深交所：000561）是中国深圳证券交易所的一家上市公司，主营业务范围为通信及相关设备制造业。
2011年，该公司主营业务收入为945637112.84元，公司净利润为110521088.41元，公司总资产为1429768990.68元。